# Heteragrion breweri
Heteragrion breweri är en trollsländeart som beskrevs av De Marmels 1989. Heteragrion breweri ingår i släktet Heteragrion och familjen Megapodagrionidae. Inga underarter finns listade i Catalogue of Life.